# Прайс, Кеннет
Кеннет Прайс (англ. Kenneth Price; 1935—2012) — американский скульптор-керамист.
Наиболее известен своими абстрактными формами, созданными из обожженной глины. Как правило, они хаотично окрашены несколькими слоями яркой акриловой краски, а затем отшлифованы. Работы скульптора представлены во многих музеях и галереях США, включая Галерею Мэтью Маркса в Нью-Йорке.

## Биография
Родился 16 февраля 1935 года в Лос-Анджелесе.
Художником хотел стать с молодых лет. На свой первый курс по художественной керамике в колледже Santa Monica College записался в 1954 году, где обучался у Маргариты Вильденхайн. Затем учился в лос-анджелесском Художественном институте Шуинара и в Университете Южной Калифорнии, где в 1956 году позже получил степень бакалавра искусств. В 1950-х годах Кеннет жил и путешествовал вдоль береговой линии Тихого океана, занимаясь серфингом и проявляя интерес к мексиканской керамике. Особенно интересовался глиняными посудой и сувенирами.
Будучи студентом калифорнийского университета, Прайс проводил много времени в мастерской керамики Колледжа искусств и дизайна Отиса, где преподавал керамик Питер Вулкос. После получения степени в университете, Кеннет провел часть следующего года в качестве аспиранта в Колледже искусств и дизайна Отиса. Здесь он учился у Вулкоса вместе с Билли Аль Бенгстоном, Джоном Мейсоном, Майклом Фримкессом, Полом Солднером, Генри Такемото (Henry Takemoto) и Джерри Ротманом (Jerry Rothman). Был удостоен стипендии Тамаринд. В 1958 году Прайс ушел из колледжа в Университет Альфреда, откуда был призван на шестимесячную военную резервистскую службу. Получив в 1959 году степень магистра по керамике в Нью-Йоркском государственном колледже керамики при Университете Альфреда, Кеннет Прайс вернулся в Лос-Анджелес.
Первая его персональная выставка состоялось в Галерее Ферус 1960 году. В Лос-Анджелесе скульптор быстро стал членом развивающегося художественного сообщества, в которое вошли многие другие художники, такие как Ларри Белл, Билли Аль Бенгстоном, Джон Алтун, Джон МакКракен, Роберт Ирвин и Эд Рушей. В течение последующего короткого времени у Прайса было три персональных выставки, и к середине 1960-х годов он стал неотъемлемой частью арт-сцены западного побережья США. В 1962 году шесть месяцев он провёл в Японии. В 1968 году он женился на Хэппи Уорд (Happy Ward); семья переехала в Таос (Нью-Мексико) в 1971 году, позже жили в городке Arroyo Hondo, в собственном доме со студией, которые они вместе спроектировали. В Таосе Кеннет Прайс снова переключился на мексиканскую народную керамику. Получившийся в результате проект «Happy’s Curios», был представлен на ретроспективной выставке в Музее искусств округа Лос-Анджелес в 1978 году. В 1970-х годах Прайс также разработал свою фирменную серию «Geometric cup».
В начале 1980-х годов вся семья переехала из Таоса в Юго-Восточный Массачусетс. Работая в своей студии недалеко от Нью-Бедфорда (Массачусетс), Прайс сконцентрировался на разработке своих новых скульптурных форм. Скульптор вернулся в Лос-Анджелес в начале 1990-х годов, проведя там следующие двадцать лет. В 1992 году прошла его первая ретроспектива в Центре искусств Уокера в Миннеаполисе (Миннесота). В 1993 году он стал работать на одном из факультетов Университета Южной Калифорнии в качестве профессора художественной керамики и оставался там преподавателем в течение десяти лет. 
Умер из-за рака 24 февраля 2012 года в своём доме в местечке Arroyo Hondo, штат Нью-Мексико.
У него осталось трое детей: две падчерицы — Роми Колониус (Romy Colonius) и Сидни Макдоннелл (Sydney McDonnell), сын Джексон Прайс (Jackson Price) и девять внуков. Сын был помощником Кеннета Прайса в его работе.

## В коллекциях музеев
- Художественная галерея Олбрайт-Нокс
- Чикагский институт искусств
- Художественный музей Цинциннати
- Художественный музей Крокера
- Музей искусств Далласа
- Денверский художественный музей
- Музей Хиршхорн и сад скульптур
- Музей искусств округа Лос-Анджелес
- Метрополитен-музей
- Музей современного искусства (Лос-Анджелес)
- Музей современного искусства (Нью-Йорк)
- Национальная галерея искусства
- Оклендский музей Калифорнии
- Художественный музей Филадельфии
- Галерея Ренвик
- Художественный музей Род-Айлендской школы дизайна
- Сент-Луисский художественный музей
- Музей современного искусства Сан-Франциско
- Художественный музей Сиэтла
- Городской музей Амстердама
- Центр искусств Уокера
- Музей американского искусства Уитни
- Вустерский музей искусств

## Память
- В сентябре 2012 года Прайс стал предметом ретроспективного показа его 50-летнего творчества в Музее искусств округа Лос-Анджелес, в Скульптурном центре Нашера[англ.] и Метрополитен-музее.
- В сентябре 2013 года Прайс также был предметом ретроспективной выставки работ на бумаге под названием «Slow and Steady Wins the Race, Works on Paper, 1962–2010» в Художественной галерее Олбрайт-Нокс, в Центре рисования[англ.] и Музее искусств Харвуда[англ.] .